# 會津西街道
會津西街道是江戶時代由會津藩主・保科正之整備、由下野之今市至會津之若松城下的街道。

## 概要
經路由栃木縣日光市今市（舊今市市）至福島縣会津若松市，全長130km、沿著現在的國道121號、福島縣道131號下郷會津本郷線。會津西街道是關東方的稱呼，會津方則稱為南山通、下野街道。江戶時代是會津藩的参勤交代、和會津與江戶物流連結的重要道路。
1884年（明治17年）、隨著新道、會津三方道路（國道121號的舊道）的設置，會津西街道的主要街道機能開始衰退。

## 關連項目
- 北海道・東北史跡一覧
- 下野街道
- 鴫山城
- 宿場
- 關所
- 會津中街道
- 日光街道
- 日光例幣使街道

## 外部連結
- 日本之道百選 （页面存档备份，存于）